# 找王镇
找王镇，是中华人民共和国河北省沧州市东光县下辖的一个乡镇级行政单位。

## 行政区划
找王镇下辖以下地区：
找王村、班庄村、刘药包村、张辛村、马辛村、马庄村、小郝家寺村、大郝家寺村、郭庄村、孟庄村、肖庄村、复兴村、大崔村、王橛村、东窦村、中窦村、西窦村、西姬庄村、宋井村、后屯村、前东村、前西村、后周村、前周村、双庙王村、张良庄村、王校店西村、王校店东村、杨卷毛村、白眉庄村、大曹庄村、小曹庄村、冢孙村、吴庄村、杨世恩村和宋庄村。